# Kopjenosec
Poliklejtov Doriforos (grško Δορυφόρος, Kopjenosec, latinjeno Doryphorus) je eden najbolj znanih grških kipov klasičnega obdobja, ki prikazuje trdno zgrajenega, mišičastega stoječega atleta, ki je prvotno v rokah držal kopje, uravnoteženo na levi rami. Je nekoliko višji od naravne velikosti. Izgubljen bronast izvirni kip naj bi bil iz okoli 440 pr. n. št. , vendar je danes poznan le po kasnejših (predvsem rimskih) marmornih kopijah. Kip je kljub temu pomemben zgodnji primer klasičnega grškega kontraposta in klasičnega realizma. Kot taki so bili kipi Kopjenosca zelo vplivni kjer koli v starodavni umetnosti.

## Zasnova
Znan grški kipar Poliklejt je utemeljil kiparski kanon ali estetski kanon za proporcionalno razmerje glave in telesa človeške figure. Napisal je traktat, v katerem je ravno na Kopjenoscu teoretično razložil svoja dognanja.
V 2. stoletju je grški zdravnik Galen pisal o Kopjenoscu kot o popolni upodobitvi grškega iskanja skladnosti in lepote, ki predstavlja popolnoma sorazmeren kiparski moški akt:
 Krizip ima lepoto, ki se ne ujema s sorazmernostjo ali simetrijo [tj. proporci] sestavnih elementov [telesa], temveč s sorazmernostjo delov, kot so prst do prsta in vsi prsti do dlani in zapestja ter do podlakti, podlaket do zgornje roke in vsega do preostalega, tako kot je napisano v Poliklejtovem Kanonu. Poliklejt nas je s tem delom naučil, kakšne so razsežnosti telesa, nato pa je svojo razpravo potrdil še s kipom: oblikoval ga je po načelu traktata in imenoval kip podobno kot delo 'Kanon'. 
Poliklejt je bil znan kot najboljši kipar moških, pri čemer so primarni predmeti njegovih del moški športniki z idealiziranimi proporci telesa. Zanimali so ga matematični proporci človeške oblike, zaradi česar je napisal traktat Kanon o razmerjih pri ljudeh. Kopjenosec je prikaz njegovega pisanja  o simetriji med deli telesa. Dosegel je ravnovesje med mišičnimi napetostmi in sprostitvijo zaradi skrivnostnega načela, na katero se je skliceval. "Študenti se strinjajo, da je Poliklejt svoje izračune utemeljil na enem modulu, morda na končnem odseku majhnega prsta, da bi določil ustrezne mere vsakega dela telesa."

## Opis
Kopjenosec je marmorna kopija iz Pompejev, ki datira v leto 120–50 pr. n. št. Izvirnik je bil izdelan iz brona okoli 440 pr. n. št. in je zdaj izgubljen (skupaj z vsemi drugimi bronastimi skulpturami znanih grških umetnikov). Niti izvirnega kipa niti razprave še niso našli. Splošno velja, da se niso ohranili. Na srečo je ohranjenih več rimskih kopij v marmorju različnih kakovosti in popolnosti, ki prikazujejo bistveno obliko Poliklejtovega dela.
Skulptura je približno 1,183 metra visoka. Pri ustvarjanju tega dela je Poliklejt uporabljal različne deleže, na primer razmerje med glavo in telesom je ena proti sedem.
Njegova glava je obrnjena na desno, močno mišičasta, a športna figura je prikazana v trenutku, ko stopi naprej iz statičnega položaja. Ta drža kaže samo najmanjše začetno gibanje, vendar pa so okončine in trup prikazani kot popolnoma odzivni.
Leva roka je prvotno držala dolgo kopje. Leva rama (na kateri je počivalo kopje) je napeta in zato rahlo dvignjena, pri čemer je leva roka upognjena in napeta, da ohranja položaj kopja. Položaj leve noge je potisnjen nazaj; noga ne nosi teže, levi kolk je nižji in rahlo podaljšuje trup na levi strani. Desna roka visi ob strani, morda je nekoliko bolj oddaljena od trupa za ravnovesje, sicer brez obremenitve, desna rama je zato rahlo spuščena. Desna noga je prikazana, kot da podpira telesno maso, zato je napeta, z dvignjenim desnim kolkom in mišicami desnega trupa, ki so prikazane kot krčevite.
Nastala značilnost Poliklejtovega Kopjenosca je klasični kontrapost, ki je očitno viden v poševnem položaju medenice.
V ohranjenih rimskih marmornih kopijah je za eno nogo kipa dodano veliko kiparsko drevo, da bi podprlo težo kamna. V izvirni bronasti izvedbi tega ni bilo (natezna trdnost kovine tega ni potrebovala). Običajno tudi majhen opornik podpira desno roko.

## Kopije
Skulptura je bila znana po rimski repliki iz marmorja, ki je bila najdena v Herkulaneu in shranjena v neapeljskem arheološkem muzeju, vendar so jo po mnenju Francisa Haskella in Nicholasa Pennyja, zgodnjih poznavalcev, kot je Johann Joachim Winckelmann, v kraljevi zbirki Burbonov v Neaplju prezrli. [3] Marmorna skulptura in bronasta glava, ki sta bili najdeni v Herkulaneu, sta bili objavljeni v Le Antichità di Ercolano (1767), vendar do leta 1863 nista bili predstavljeni kot Poliklejtov Kopjenosec.
Za sodobne oči fragmentarni torzo kipa v bazaltu v Medičejski zbirki v Uffiziju "daje učinek brona in je videti, kot da je bil izdelan z nenavadno skrbjo", kot je poudaril Kenneth Clark, ki ga je ilustriral v Akt: študija v idealni obliki: "Ohranja nekaj nujnosti in koncentracije izvirnika", izgubljenega v naravni velikosti marmornih kopij.
Morda je bila najbolj znana kopija izkopana v Pompejih in je zdaj v Narodnem arheološkem muzeju v Neaplju (Museo Archeologico Nazionale di Napoli, 6011).
V istem muzeju je bronasta herma Apolonija, visoka 0,54 m, za katero mnogi znanstveniki menijo, da je skoraj brezhibna replika izvirne glave kopjenosca.
Največ pozornosti je v zadnjih letih vzbudila dobro ohranjena kopija kipa iz rimskega obdobja iz pentelikonskega marmorja, ki jo je leta 1986 kupil Inštitut za umetnost v Minneapolisu. Fina kopija (višina 1,96 m) je bila v glavnem razen spodnje leve roke in prstov desne roke različno datirana v obdobje 120–50 pr. n. št., pa tudi v sredino Avgustovega vladanja. Kopija je bila najdena v italijanskih vodah v tridesetih letih dvajsetega stoletja in je nekaj desetletij preživela v zasebnih italijanskih, švicarskih in kanadskih zbirkah, preden se je leta 1980 znašla na umetniškem trgu.
Kopjenosec v  Minneapolisu je v zelo dobrem stanju, še posebej glede na starost dela. Vsi deli so stari, razen leve roke. Glava je ostala nedotaknjena. Ob strani je nekaj globokih prask, oznake na obrazu in rokah so od korenin rastlin, kar kaže, da je bil kip stoletja zakopan. Ko je bil najden, je bil v šestih kosih in bil ponovno sestavljen. Skulptura je doživela nekaj manjših restavracij, na primer "jekleni zatič, vstavljen v drevesno deblo, ki podpira desno nogo, skulptura je bila ponovno sestavljena iz šestih delov, v katerih je bila najdena: trup od glave do kolen, dve meči, leva noga, drevesno deblo in podnožje, desna noga in podnožje ter območje leve roke s krivino pri komolcu" (Arts Connected). Konica njegovega nosu je bila odlomljena skupaj z levo podlaktjo in roko, del desne noge, penis in nekateri prsti na desni strani. Na levem kolku je vdolbina, od koder je potekalo stojalo na levo podlaket. Vidni so ostanki barve v gubah marmorja na delih skulpture, kot so roke, noge, trup in podporno stojalo.

## Vpliv
Kopjenosec je nastal v visokem klasičnem obdobju. V tem času je bil poudarek na idealnem človeku, ki je bil prikazan v junaški goloti. To je telo  mladega atleta z izklesanimi mišicami in naturalistično postavo. Obraz je generičen, brez čustev. Nekateri strokovnjaki menijo, da predstavlja mladega Ahila pred Trojo, medtem ko drugi menijo, da ni jasno, ali kip prikazuje sovražnika ali junaka. Razpravljajo tudi o tem, kje so bili ti kipi v visokem klasičnem obdobju, kar je odvisno od tega, kje so jih odkrili. Na primer kopija v Neaplju je bila v gimnaziju v Pompejih, kar pomeni, da so bili lahko postavljeni v bližini prostorov za urjenje mladine. Kopije so bile običajne tudi za pokrovitelje, ki so jih imeli doma ali zunaj.
Kanon moškega torza, ki ga je Poliklejt uveljavil v helenističnih in rimskih časih v junaškem mišičnjaku, kaže tudi Avgustov kip Avgust pri Prvih vratih, ki nosi slovesen oklep čez idealizirane mišice trupa, domnevno po zgledu Kopjenosca. Opozoriti je treba, da ima cesar enako upodobljene noge in enak način drže kot Kopjenosec.